# Idtjärnet
Idtjärnet är en sjö i Göteborgs kommun i Västergötland och ingår i Göta älvs huvudavrinningsområde. Sjöns area är 0,03 kvadratkilometer och den är belägen 109 meter över havet.

## Bilder

Idtjärnet
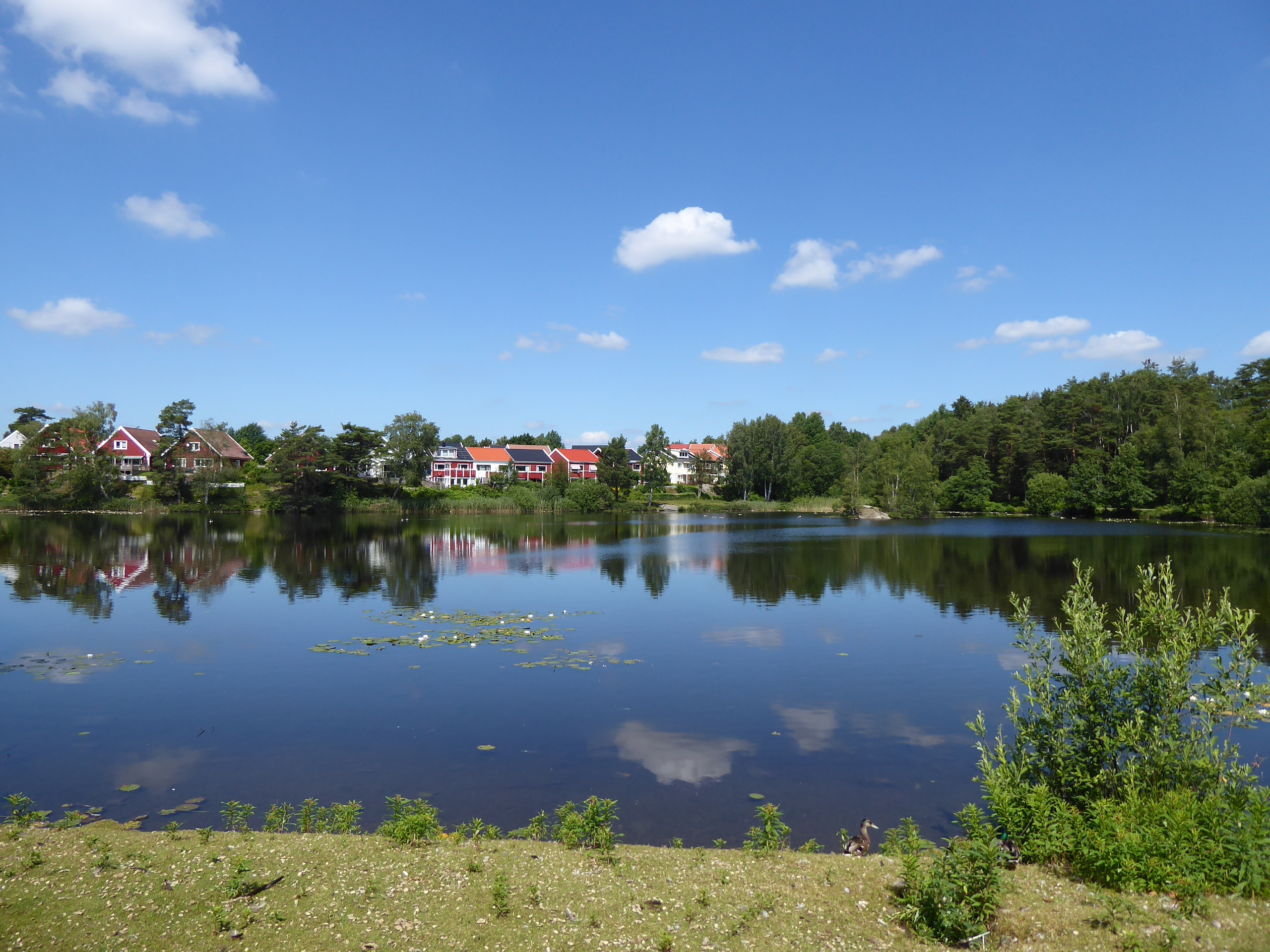
Idtjärnet söderifrån i juni 2024.
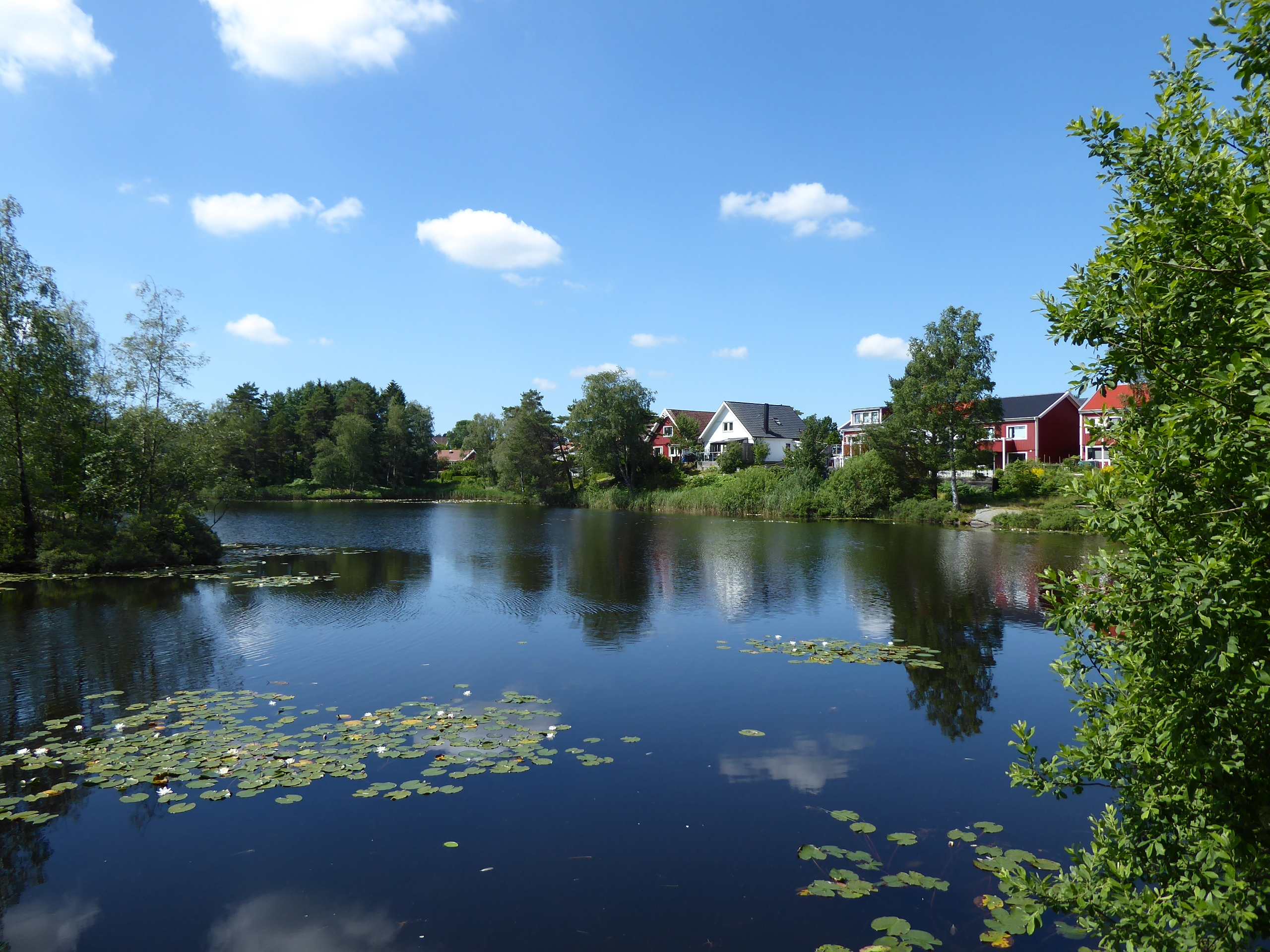
Idtjärnet österifrån i juni 2024.
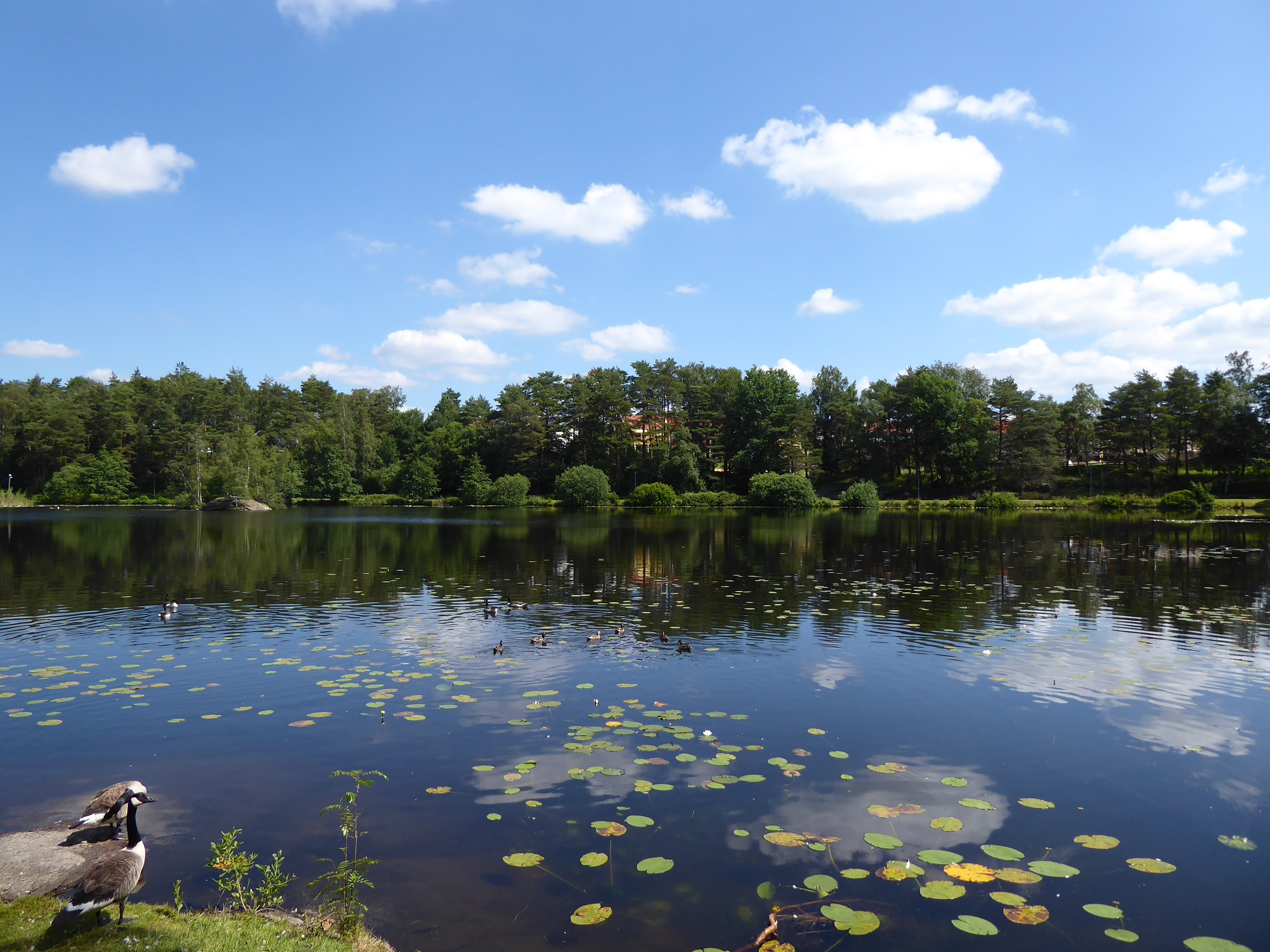
Idtjärnet västerifrån i juni 2024.